# Martin Liebeck
Martin Liebeck (né le 23 septembre 1954) est un mathématicien, professeur de mathématiques pures à l'Imperial College London dont les activités de recherche incluent la théorie des groupes des groupes et la combinatoire algébrique,,.

## Carrière
Martin Liebeck étudie les mathématiques à l'Université d'Oxford, obtenant un First Class B. A. en 1976, un MSc en 1977 et un D.Phil en 1979, avec une thèse intitulée Finite Permutation Groups préparée sous la direction de Peter M. Neumann.
Liebeck est nommé, en janvier 1991, professeur à l'Imperial College de Londres ; il devient directeur de la section de mathématiques pures en 1997. Liebeck a publié plus de 150 articles de recherche et 10 livres Ses intérêts de recherche comprennentt la combinatoire algébrique, les groupes algébriques, les groupes de permutation et les groupes finis simples.
Liebeck est élu membre de l'American Mathematical Society (AMS) en 2019 et il est lauréat du prix Pólya de la London Mathematical Society en 2020.
En février 2020, il a organisé, avec  Colva Roney-Dougal, Britte Spaeth, Pham Tiep et Kay Magaard un programme intitulé "Groupes, représentations et applications" à l'Institut Isaac-Newton.
Martin est le fils du mathématicien Hans Liebeck et de la professeure  en didactique des mathématiques Pamela Liebeck.

## Publications (sélection)

### Articles
- 1990: « The maximal factorizations of the finite simple groups and their automorphism groups », Memoirs Amer. Math. Soc. 86, 151 p. (avec C. E. Praeger et Jan Saxl)
- 1995: « The probability of generating a finite simple group », Geom. Dedicata 56, 103-113 (avec A. Shalev)
- 1998: « On the subgroup structure of classical groups », Invent. Math. 134, 427-453 (avec G.M. Seitz)
- 1999: « Simple groups, permutation groups, and probability », J. Amer. Math. Soc. 12, 497-520 (avec A. Shalev)
- 2001: « Diameters of finite simple groups: sharp bounds and applications », Annals of Math. 154, 383-406 (avec A. Shalev)
- 2004: « The maximal subgroups of positive dimension in exceptional algebraic groups », Memoirs Amer. Math. Soc. 169, no. 802, 227 p. (avec G.M. Seitz)
- 2010: « The Ore Conjecture », J. European Math. Soc., 12, 939–1008 (avec E. O’Brien, A. Shalev et P. Tiep)
- 2018: « Character bounds for finite groups of Lie type », Acta Math. 221, 1–57 (avec R. Bezrukavnikov, A. Shalev et P. Tiep)
- 2019: « Algorithms determining finite simple images of finitely presented groups », Inventiones Math. 218, 623–648 (avec M. Bridson, D. Evans et D. Segal)
- 2021: « McKay graphs for alternating and classical groups », Trans. Am. Math. Soc. 374, No. 8, 5651-5676, avec A. Shalev, Aner et P. Tiep

### Livres
- 1990 avec P. Kleidman, The Subgroup Structure of the Finite Classical Groups, Cambridge Univ. Press, coll. « London Math. Soc. Lecture Note Series No. 129 », 1990, 303 p..
- 2000 A Concise Introduction to Pure Mathematics, CRC Press, 2000. — 2e édition 2005; 3e édition 2010; 4e édition 2015
- 2012 avec  G.M. Seitz, Unipotent and Nilpotent Classes in Simple Algebraic Groups and Lie Algebras, American Math. Soc, coll. « Math. Surveys and Monographs Series, Vol. 180 », 2012, 360 p..